# Jaume Vila Mulet
Jaume Vila Mulet (Palma, 27 d'agost de 1963) és un polític mallorquí. Del 16 de juny de 2007 fins al 27 de maig de l'any 2009 fou el batle de Valldemossa, a conseqüència de l'acord de govern signat entre La Valldemossa que Volem, el Grup Independent de Valldemossa, i Unió Mallorquina de Valldemossa.
L'any 1999, Jaume Vila va presentar-se a les eleccions municipals dins les llistes de l'agrupació d'electors La Valldemossa que Volem, que va obtenir dos regidors: Elsa Fernández Pachecho i Ferran Mercant. El desembre de 2001, Mercant va renunciar al càrrec, i d'aquesta manera Jaume Vila es va convertir en nou regidor.
En les eleccions de 2003 fou ja cap de llista de la mateixa candidatura, que va tornar a repetir el mateixos resultats que quatre anys abans, i el 2007 va aconseguir tres actes de regidor. El Partit Popular n'obtení quatre, i una tant el Grup Independent de Valldemossa (GIV) com Unió Mallorquina. Després d'intenses negociacions entre els tres grups, a la nit del divendres 15 de juny —poques hores abans del plenari de constitució de l'Ajuntament— es va assolir un pacte de govern entre La Valldemossa que Volem, el Grup Independent de Valldemossa i Unió Mallorquina, d'acord amb el qual Jaume Vila ostentaria la batlia durant els dos primers anys, i Xisco Mulet (UM) i Nadal Torres Bujosa (GIV) l'exercirien els dos restants. D'aquesta forma, el consistori de Valldemossa escollia un nou batle després d'haver estat presidit durant vint-i-nou anys per Joan Muntaner Marroig. i amb la reedició del pacte, des de juny de 2012. El pacte es va reeditar la següent legislatura i es va convertir de nou en alcalde el juny de 2014.